# BRIT Awards 2000
Die BRIT Awards 2000 wurden am 3. März 2000 im Londoner Earls Court verliehen. Die Moderation übernahm Davina McCall.
Erfolgreichste Künstler mit zwei gewonnenen Preisen waren Macy Gray, Robbie Williams und Travis. Bei den Nominierungen lagen die Chemical Brothers mit vier Nominierungen vorne, gewannen jedoch nur einmal.

## Liveauftritte
| Künstler                | Lieder                                         |
| ----------------------- | ---------------------------------------------- |
| Basement Jaxx           | Bingo Bango                                    |
| Five Queen              | We Will Rock You                               |
| Geri Halliwell          | Bag It Up                                      |
| Macy Gray               | I Try                                          |
| Ricky Martin            | Livin' la Vida Loca The Cup of Life María      |
| Spice Girls             | Spice Up Your Life Say You'll Be There Goodbye |
| Stereophonics Tom Jones | Mama Told Me Not to Come                       |
| Travis                  | Why Does It Always Rain on Me?                 |
| Will Smith              | Will 2K                                        |

## Gewinner und Nominierte
| British Album of the Year (präsentiert von Vinnie Jones) | Soundtrack/Cast Recording (präsentiert von Ronnie Wood und Thora Birch)                                                                                                 |
| --- | --- |
| - Travis – The Man Who - Basement Jaxx – Remedy - The Chemical Brothers – Surrender - Gomez – Liquid Skin - Stereophonics – Performance & Cocktails | - Notting Hill - Austin Powers: The Spy Who Shagged Me - Star Wars Episode I: The Phantom Menace - Fight Club - The Matrix                                              |
| British Single of the Year (präsentiert von Caroline Aherne und Craig Cash) | British Video of the Year (präsentiert von Donna Air and Richard Blackwood)                                                                                             |
| - Robbie Williams – She's the One - Basement Jaxx – Red Alert - Supergrass – Moving - Moloko – Sing It Back - Blur – Tender - Travis – Why Does It Always Rain on Me? - Fatboy Slim – Praise You - Manic Street Preachers – You Stole the Sun from My Heart - The Chemical Brothers – Hey Boy Hey Girl - Shanks and Bigfoot – Sweet Like Chocolate | - Robbie Williams – She's the One - Aphex Twin – Windowlicker - Fatboy Slim – Praise You - The Chemical Brothers – Let Forever Be - Supergrass – Pumping on Your Stereo |
| British Male Solo Artist (präsentiert von Ben Elton) | British Female Solo Artist (präsentiert von Robbie Williams und Tom Jones)                                                                                              |
| - Tom Jones - David Bowie - Ian Brown - Sting - Van Morrison | - Beth Orton - Beverley Knight - Gabrielle - Geri Halliwell - Melanie C                                                                                                 |
| British Group (präsentiert von Lou Reed) | British Breakthrough Act (präsentiert von Sara Cox und Zoë Ball) |
| - Travis - Blur - Gomez - Stereophonics - Texas | - S Club 7 - Groove Armada - Honeyz - Phats & Small - The Wiseguys |
| British Dance Act (präsentiert von Mark Williams und Paul Whitehouse) | British Pop Act (präsentiert von Anthony McPartlin, Cat Deeley und Declan Donnelly)                                                                                     |
| - The Chemical Brothers - Basement Jaxx - Fatboy Slim - Jamiroquai - Leftfield | - Five - Geri Halliwell - Ann Lee - Martine McCutcheon - S Club 7 - Steps                                                                                               |
| International Male Solo Artist (präsentiert von Caprice Bourret and Martin Kemp) | International Female Solo Artist (präsentiert von Sacha Baron Cohen als Ali G)                                                                                          |
| - Beck - Eminem - Moby - Ricky Martin - Will Smith | - Macy Gray - Britney Spears - Jennifer Lopez - Mary J. Blige - Whitney Houston                                                                                         |
| International Group (präsentiert von Andrea Corr und Jim Corr) | International Breakthrough Act (präsentiert von Kylie Minogue und Natalie Imbruglia)                                                                                    |
| - TLC - Beastie Boys - The Cardigans - Mercury Rev - Red Hot Chili Peppers | - Macy Gray - Britney Spears - Eminem - Jennifer Lopez - Semisonic |
| Biggest Selling Live Act of 1999 (präsentiert von Cerys Matthews) | Outstanding Contribution to Music (präsentiert von Will Smith) |
| - Steps | - Spice Girls |